# 수호이 Su-2
수호이 Su-2(러시아어: Сухой Су-2)는 소련의 경공격기이자 정찰기로, 제2차 세계 대전 초기에 사용되었다. 이 비행기는 파벨 수호이가 처음 기획한 비행기이다. 기본 설계는 엔진과 무장 업그레이드(Su-4)를 받았고 지상 공격 역할(ShB)을 위해 수정되었다.

## 개발
1936년, 이오시프 스탈린은 다목적 전투기에 대한 요구사항을 발표했다. 코드명은 이바노프(Ivanov)로, 항공기는 정찰을 한 후 목표물을 공격할 수 있어야 했다. P.O. 수호이는 당시 투폴레프 OKB에서 일하고 있었고 안드레이 투폴레프의 지도 아래 이바노프 항공기를 설계했다. M. M. 그로모프가 조종한 ANT-51은 1937년 8월 25일 비행했다. 610 kW (820 hp)의 시베초프 M-62 공랭 방사형 엔진을 장착한 ANT-51은 4,700 m에서 시속 403 km에 도달했다. 이것은 불충분하다고 여겨졌지만, 기본 디자인이 튼실했기 때문에, 더 강력한 엔진으로 재시험하기로 결정했다. 746 kW의 투만스키 M-87 엔진을 장착한 ANT-51은 5,600 m에서 468 km/h에 도달했고 BB-1(러시아어:  Ближний Бомбардировщик )이라는 이름으로 생산에 들어갔다. 1940년, 항공기 이름은 Su-2로 변경되었고 신뢰할 수 없는 M-87 엔진은 투만스키 M-88로 대체되었다.
Su-2는 혼합 구조체였다. 기체는 반모노코크 형태였고, 나무 날개보와 합판 가죽이 있었다. 날개는 두랄루민 및 강철 구조물로, 천으로 덮인 막대기로 작동시키는 제어 표면을 가지고 있었다. 조종사와 사수는 9mm 장갑으로 보호되었다. 뒷바퀴를 포함하는 전통 착륙 기어는 접을 수 있었다.

## 운용
1942년 생산이 중단될 때까지 910대의 Su-2가 제작되었지만, 그 비행기는 대조국전쟁의 시작 때부터 쓸모가 없었고 무기도 부족했다. 전투 중에 Su-2 지상공격기 편대는 독일군에 큰 손실을 입었고, 222대의 항공기가 파괴되었다. 1942년부터 Su-2는 일류신 Il-2, 페틀랴코프 Pe-2, 투폴레프 Tu-2 폭격기로 대체되었다. Su-2는 훈련과 정찰 임무로 강등되었다. 그러나 제2차 세계 대전 초기에 심각한 항공기 부족으로 인해 일부 Su-2는 긴급 전투기로 사용되었다.

## 사용 국가
소련
- 소련 공군

## 같이 보기
연관 개발
- 수호이 Su-6